# Zinara bilineata
Zinara bilineata är en fjärilsart som beskrevs av Erich Martin Hering 1928. Zinara bilineata ingår i släktet Zinara och familjen snigelspinnare. Inga underarter finns listade i Catalogue of Life.